# Giorgio Granzotto
Giorgio Granzotto (Belluno, 13 agosto 1928 – Belluno, 26 dicembre 2016) è stato un politico italiano.

## Biografia
Figlio di Decimo Granzotto, comandante partigiano Rudy (primo sindaco di Belluno),  partecipò nella Resistenza. Avvocato, insegnante. Militò nel Partito Socialista Italiano, del quale fu segretario provinciale dal 1950. Sotto queste insegne fu consigliere della provincia di Belluno dal 1960 al 1964.
Aderì poi al PSIUP, divenendone segretario provinciale sin dalla sua costituzione nel 1964, e nel 1968 fu eletto deputato. Seguì quindi le sorti del partito e confluì nel PCI, per il quale fu eletto senatore nel 1979. Nello stesso periodo ricoprì la carica di sindaco di Feltre (1976-1978) e di consigliere comunale di Belluno (1979-1983).
Nel 1983 si ritirò dalla politica, dedicandosi all'associazionismo e al volontariato. Fondò l'Auser bellunese.
Fu presidente dell'ANPI della città di  Belluno ed attivo presso l'ISBREC (Istituto Storico Bellunese della Resistenza e dell'Età Contemporanea).
Nel 2013 pubblicò l'autobiografia Racconto di vita. Memorie di giovinezza e d'impegno politico.
È sepolto nel cimitero urbano di Belluno.